# بات بورنس
بات بورنس (بالإنجليزية: Pat Burns)‏ (و. 1952 – 2010 م) هو مدرب هوكي جليد، ولاعب هوكي الجليد كندي، ولد في مونتريال، توفي في شيربروك، عن عمر يناهز 58 عاماً، بسبب سرطان الرئة.
.

## جوائز
حصل على جوائز منها:
- Jack Adams Award [الإنجليزية]‏.

## روابط خارجية
- بات بورنس على موقع HockeyDB.com (الإنجليزية)
- بات بورنس على موقع قاعة كيبيك للمشاهير الرياضية (الفرنسية)